# Liste der Baudenkmale in Löcknitz
In der Liste der Baudenkmale in Löcknitz sind alle denkmalgeschützten Bauten der vorpommerschen Gemeinde Löcknitz und ihrer Ortsteile aufgelistet. Grundlage ist die Veröffentlichung der Denkmalliste des Kreises Uecker-Randow mit dem Stand vom 1. Februar 1996. 

## Baudenkmale nach Ortsteilen

### Löcknitz
| ID | Lage                                                | Bezeichnung                                      | Beschreibung                                                                                        | Bild                                  |
| -- | --------------------------------------------------- | ------------------------------------------------ | --------------------------------------------------------------------------------------------------- | ------------------------------------- |
|    | Ernst-Thälmann-Straße 4 (Karte)                     | Wohnhaus (ehem. sowjetische Militärkommandantur) | Um das Jahr 2012 wegen starker Baufälligkeit abgerissen. Heute an der Stelle Mehrfamilienwohnblöcke |                                       |
|    | Ernst-Thälmann-Straße 24 (Karte)                    | Wohnhaus                                         | | Wohnhaus                              |
|    | Chausseestraße 30 (Karte)                           | Gemeindeamt (ehem. Sparkasse).                   | Sitz des Amtes Löcknitz-Penkun                                                                      | Gemeindeamt (ehem. Sparkasse).        |
|    | Chausseestraße 69 (Karte)                           | Wohnhaus                                         | | Wohnhaus                              |
|    | Chausseestraße 70 (Karte)                           | Wohnhaus                                         | | Wohnhaus                              |
|    | Chausseestraße 96 (Karte)                           | ehem. Schule.                                    | Alte Schule (Bürgerhaus) Sitz des Bürgermeisters der Gemeinde Löcknitz und der Bibliothek           | ehem. Schule.                         |
|    | Chausseestraße 97 (Karte)                           | Pfarrhaus und Scheune                            | | Pfarrhaus und Scheune                 |
|    | Chausseestraße (Karte)                              | Sowjetisches Ehrenmal und VVN-Denkmal            | siehe auch: Friedhöfe in Löcknitz                                                                   | Sowjetisches Ehrenmal und VVN-Denkmal |
|    | Friedrich-Engels-Straße (Karte)                     | Friedhofsportal                                  | siehe auch: Friedhöfe in Löcknitz                                                                   | Friedhofsportal                       |
|    | Chausseestraße (Karte)                              | Kirche                                           | | Kirche                                |
|    | (Karte)                                             | Kriegerdenkmal 1914/1918 (am See)                | Obelisk mit den Namen und Sterbedaten aller im Ersten Weltkrieg gefallener 79 Soldaten aus Löcknitz | Kriegerdenkmal 1914/1918 (am See)     |
|    | Maxim-Gorki-Straße/Rothenklempenower Straße (Karte) | Wegweiser                                        | | Wegweiser                             |
|    | Schloßstraße (Karte)                                | Burgruine                                        | Sitz der Tourismusinformation, Gemeindesaal von Löcknitz, Ferienwohnungen                           | Burgruine                             |
|    | Schloßstraße (Karte)                                | Wohnhaus (Feldstein)                             | Ferienwohnungen                                                                                     | Wohnhaus (Feldstein)                  |
|    | Schwarzer Damm/Ernst-Thälmann-Straße (Karte)        | Wasserturm                                       | | Wasserturm                            |
|    | Straße der Republik 14 (Karte)                      | ehem. Wohn- und Bürogebäude                      | | ehem. Wohn- und Bürogebäude           |

### Gorkow
| ID | Lage                                                          | Bezeichnung                                           | Beschreibung | Bild                                       |
| -- | ------------------------------------------------------------- | ----------------------------------------------------- | ------------ | ------------------------------------------ |
|    | Dorfstraße                                                    | Dorfanlage (Rundling)                                 |              |                                            |
|    | Dorfstraße 23                                                 | ehem. Schule mit Stall, Altenteil, Scheune und Bäumen |              |                                            |
|    | Dorfstraße 24 (Karte)                                         | Bauernhof mit Wohnhaus, zwei Ställen und Bäumen       |              |                                            |
|    | Dorfstraße/Straße nach Rothenklempenow (gegenüber der Schule) | Bauernhaus                                            |              |                                            |
|    | Dorfstraße (Karte)                                            | Kirche mit Glockenstuhl und Friedhofsmauer            |              | Kirche mit Glockenstuhl und Friedhofsmauer |

## Quelle
- Bericht über die Erstellung der Denkmallisten sowie über die Verwaltungspraxis bei der Benachrichtigung der Eigentümer und Gemeinden sowie über die Handhabung von Änderungswünschen (Stand: Juni 1997)